# Mali ikozakronski heksekontaeder
| Mali ikozakronski heksekontaeder            | Mali ikozakronski heksekontaeder                       |
| ------------------------------------------- | ------------------------------------------------------ |
|                                             |                                                        |
| Vrsta                                       | zvezdni polieder                                       |
| Elementi                                    | F = 60, E = 180, V =112 ({\displaystyle \chi \,} = -8) |
| Grupa simetrije                             | Ih, [5,3], *532                                        |
| Sklici                                      | DU72                                                   |
| mali ikoziikozidodekaeder (dualni polieder) |                                                        |

Mali ikozakronski heksekontaeder je nekonveksen izoederski polieder. Je dualno telo uniformnega malega  ikoziikozidodekaedra. Ima 60 stranskih ploskev.

## Vir
- Wenninger, Magnus (1983), Dual Models, Cambridge University Press, ISBN 978-0-521-54325-5, MR730208